# Château de Schleissheim
L’ensemble des châteaux de Schleissheim, situé dans la ville de Oberschleißheim près de Munich, regroupe dans un grand parc trois châteaux :
- Le vieux (das Alte Schloss Schleißheim),
- Le nouveau (das Neue Schloss Schleißheim)
- Celui appelé Schloss Lustheim, c’est-à-dire « château de plaisance ».

Le tout forme l’un des ensembles baroques les plus importants d’Allemagne. Ils furent érigés par les souverains bavarois pour servir de résidences d’été.

## Historique
Le duc Guillaume V de Bavière, dit « Le Pieux », avait acquis une bergerie à Schleissheim en 1597 qui possédait une chapelle attenante et qui devait lui servir de lieu de méditation et de prière au cours des dernières années de sa vie. Il fit construire plusieurs bâtiments communs à côté de la cour de ferme et, de 1598 à 1600, quelques chapelles dans les bois alentour.
En 1616, son fils le duc (et futur prince électeur) Maximilien Ier acquit la propriété « Schleissheim » et fit bâtir le vieux château dans un style appelé « italien ». C’est là que mourut en 1679 le prince électeur Ferdinand Marie.

## Le vieux château
Le vieux château de Schleissheim fut construit par Henri Schön l’ancien de 1616 à 1623 pour le duc Maximilien Ier dans le style de la Renaissance tardive. Les fresques murales et les plafonds sont de Peter Candid.
Le château fut restauré en 1972 à la suite des destructions de la Seconde Guerre mondiale. Il faut citer en particulier la « grande salle » au centre du château qui constitue aujourd’hui le salon de réception. On y organise des expositions.

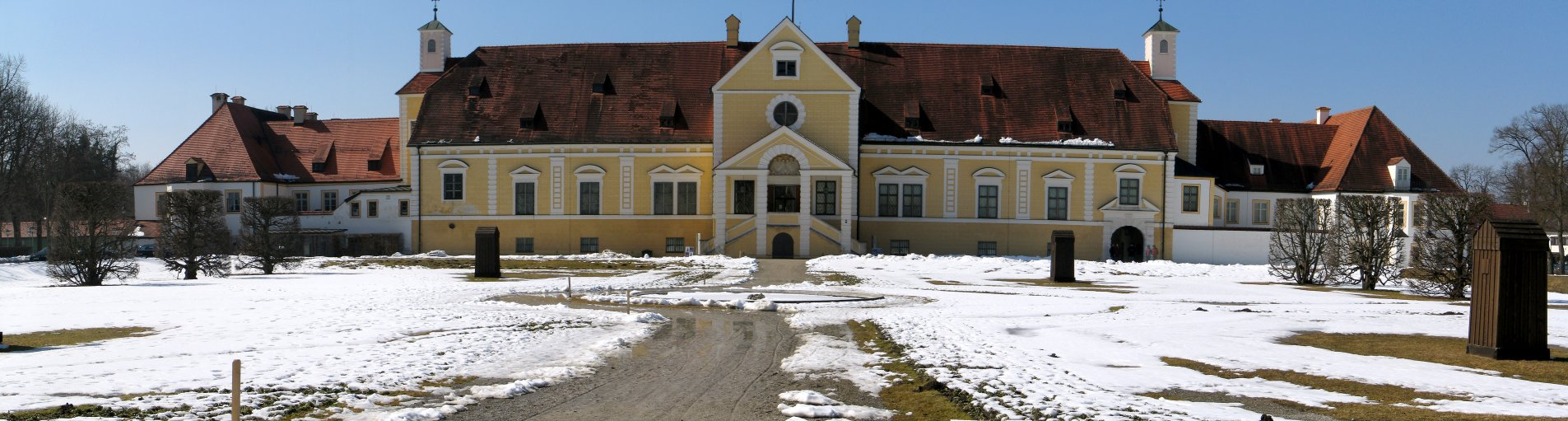
Le vieux château de Schleissheim – vue panoramique (face est).

## Le nouveau château

### Architecture
Le nouveau château de Schleissheim fut construit de 1701 à 1726 à la demande de l'électeur Maximilien-Emmanuel de Bavière, à son retour d'exil en France sur des plans de Enrico Zuccalli qui travailla avec le peintre Francesco Rosa. Le plan du château est assez italien mais la décoration intérieure reste résolument inspirée par le modèle français.
Il était prévu à l’origine d'inclure le vieux château –modifié– dans une « résidence » de style baroque comportant quatre ailes. En dépit de plusieurs remaniements, ce plan ne fut pas réalisé pour des raisons de coûts. Par ailleurs, la guerre de Succession d'Espagne qui dura 12 ans freina le projet et en outre une partie de la façade côté jardin s’effondra au cours des travaux. La grande terrasse surplombant la Grande Galerie côté jardin est le résultat du remaniement des plans en vue d’assurer la solidité statique. Elle s’étend sur la totalité du premier étage du corps central dont l’étage supérieur est légèrement en recul à la suite de l’effondrement dû à la faiblesse des fondations. La toiture du corps central est légèrement aplatie ce qui lui donne un aspect « trapu » par rapport aux ailes latérales. Ce n’est qu’à partir de 1719 que la façade et la décoration intérieure furent réalisés (sur des plans de Joseph Effner).
Prévu à l’origine comme résidence d’été (quelques salles seulement disposent d’une cheminée) et comme nouveau palais résidentiel, le château ne fut que rarement habité en raison de l’échec des ambitions politiques du prince électeur Max Emanuel et il fut mis à la disposition du public comme « château galerie » dès le début du XIXe siècle. L’architecte Leo von Klenze apporta de plus en 1819 quelques modifications à la façade destinées à donner un aspect extérieur plus classiciste à ce bâtiment d’époque baroque. Il fit supprimer entre autres les pignons situés au-dessus du corps de logis et les lucarnes des fenêtres de toiture. Ces aménagements classicistes ne furent pas repris lors des travaux de restauration consécutifs aux destructions intervenues au cours de la Seconde Guerre mondiale et on respecta au contraire les plans originaux d’Effner.

### L’intérieur
Le plan du château est assez italien mais la décoration intérieure reste résolument inspirée par le modèle français. Cet ensemble monumental comprend un escalier très aéré qui débouche dans le « salon blanc », constituant ainsi un chef d’œuvre spatial de l’art baroque avec les salons de réception richement décorés et les quatre suites princières des deux couples, celles du prince électeur (« Kurfürst ») et celles du prince électeur-héritier (« Kurprinz »). On doit la décoration intérieure à des architectes de renom tels que Charles Dubut, Jacopo Amigoni, Johann Baptist Zimmermann, Cosmas Damian Asam et Franz Joachim Beich.
Le Château conserve une série de quatorze tableaux célébrant la vie et le règne de l'électeur palatin Johann Wilhelm que celui-ci commanda à Giovanni Antonio Pellegrini. Réalisée entre 1713 et 1714, elle était destinée au palais de Bensberg. Une esquisse d'un des tableaux est conservée à la National Gallery à Londres.
Le plan de la « Grande Galerie » a été dessiné par Robert de Cotte. Lors des récents travaux de restauration, on s’est efforcé de reconstituer son état d'origine bien que ses œuvres d’art les plus significatives décorent actuellement le musée Alte Pinakothek de Munich. Les six consoles dorées recouvertes d’une plaque de marbre venant des carrières proches du lac Tegernsee sont des chefs-d'œuvre de l’art de la cour de Mac Emanuel. Elles furent réalisées pour la Grande Galerie par le sculpteur attitré de la cour Johann Adam Pichler sur des épures de l’architecte du château de Schleissheim Joseph Effner. Elles furent complétées d'une paire supplémentaire en 1761. Les cinq lustres monumentaux en verre d’environ 1,70 m de hauteur datent de l’époque du petit-fils de Max Emanuel, le duc-électeur Maximilien III Joseph qui les fit venir de Vienne
On peut considérer le salon Victoria, le cabinet rouge (ou « Jagdzimmer », salon de chasse) et la chapelle privée de l’épouse du prince électeur comme les pièces les plus importantes du point de vue de l'histoire de l’art. Les meubles d’origine des suites pour autant qu’ils existent encore, sont aujourd’hui entreposés (pour des raisons de meilleure conservation) ou exposés dans le la résidence de Munich. Existent encore de nos jours, les tentures flamandes et les tapisseries que Max Emanuel avait acquises lorsqu'il était gouverneur des Pays-Bas espagnols. Maximilien III Joseph fit transformer quelques salons dans le style rococo, les portails de bois richement décorés ont été exécutés par Ignaz Günther. Leo von Klenze termina l’escalier sous le règne de Louis Ier.
Le nouveau château est ouvert à la visite (voir liens externes). Quelques salons servent d’exposition permanente à la galerie baroque des collections de peintures de l’État de Bavière. Parmi les maîtres exposés au château, on trouve Peter Paul Rubens, Antoine van Dyck, Guido Reni, Veronese et le Tintoret.

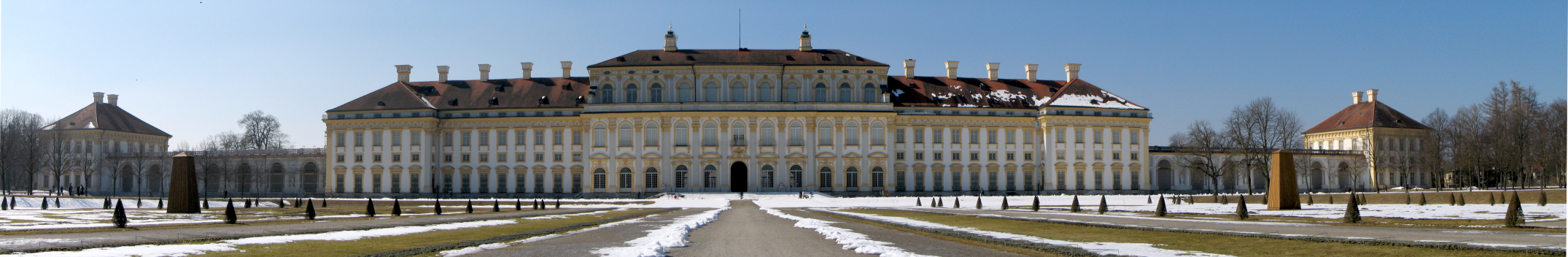
Le nouveau château de Schleissheim - vue panoramique de la façade est.

## Le château «Lustheim»
Le château ’« Lustheim » construit à partir de 1684 pour le mariage de Max Emanuel avec la fille de l'empereur d'Autriche Maria Antonina, se trouve dans le parc des châteaux de Schleissheim et servait de maison de plaisance et de pavillon de chasse au prince électeur Max Emanuel. Situé sur un îlot artificiel, il détermine, vu depuis le nouveau château, la frontière du parc. À l’origine, il était prévu de réaliser des galeries semi-circulaires de part et d’autre mais les premiers travaux furent abandonnés et le site remis dans son état d'origine au XVIIIe siècle.
Les anciens salons de réception du château abritent aujourd’hui un musée de la porcelaine. La collection de porcelaine de Meissen n’a d’égale que celle du Zwinger de Dresde.
La chapelle « Renatus » a été restaurée et rouverte au public en 2005.

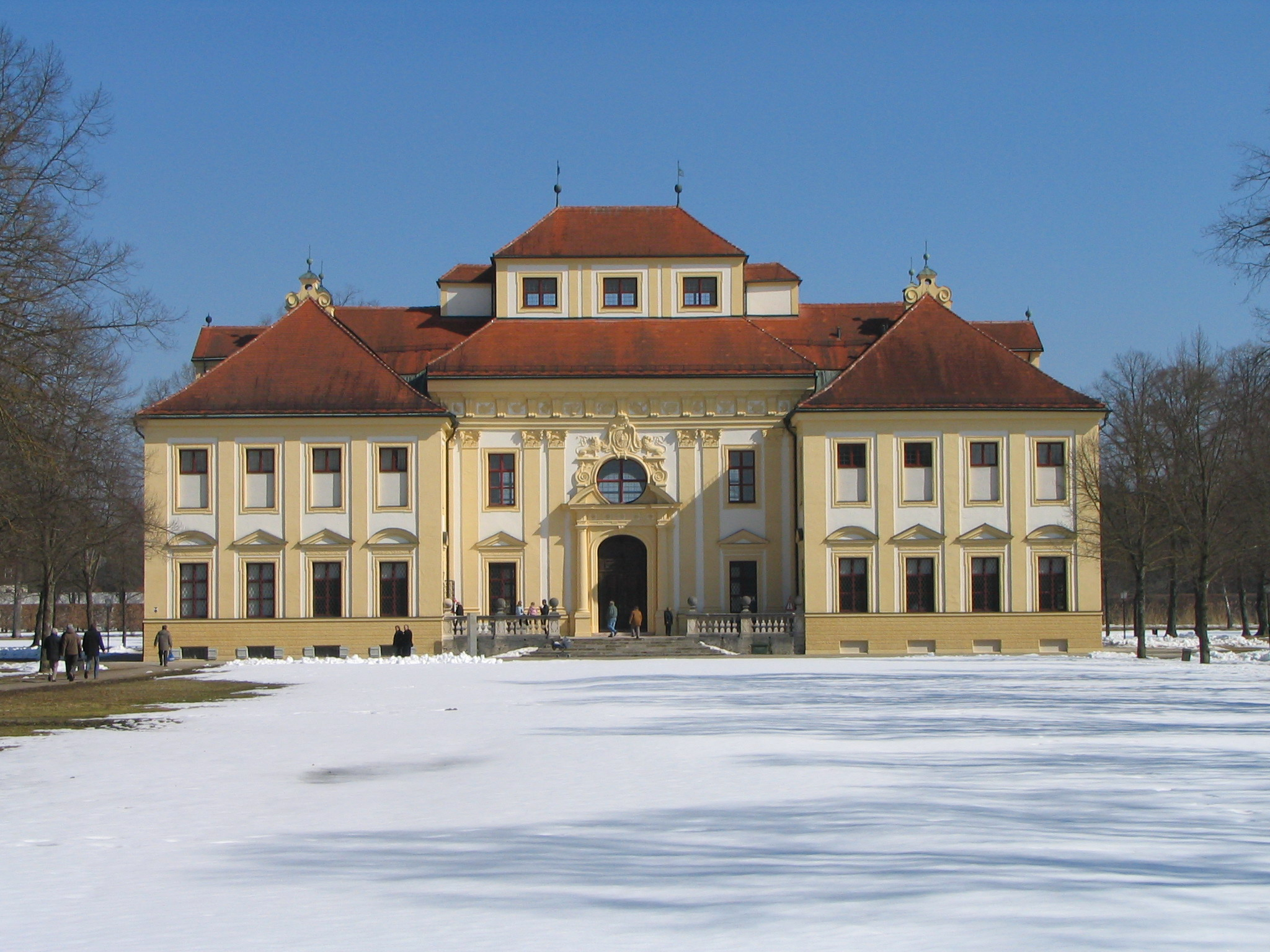
Château Lustheim – façade ouest.

## Parc du château
Le parc de style baroque est dû à Dominique Girard (de), un élève d’André Le Nôtre. Il a conservé jusqu’à aujourd’hui son aspect baroque et n’a pas été transformé en jardin paysager (de style anglais) comme cela était courant au XIXe siècle. Il est le seul grand parc baroque restant en Allemagne avec celui de Herrenhausen. La conception de base comprenant les canaux est celle de Zucalli. L’espace séparant le nouveau château et le château Lustheim est essentiellement occupé par des jardins à la française, le grand canal et des bosquets intimes.

## Galerie de photos

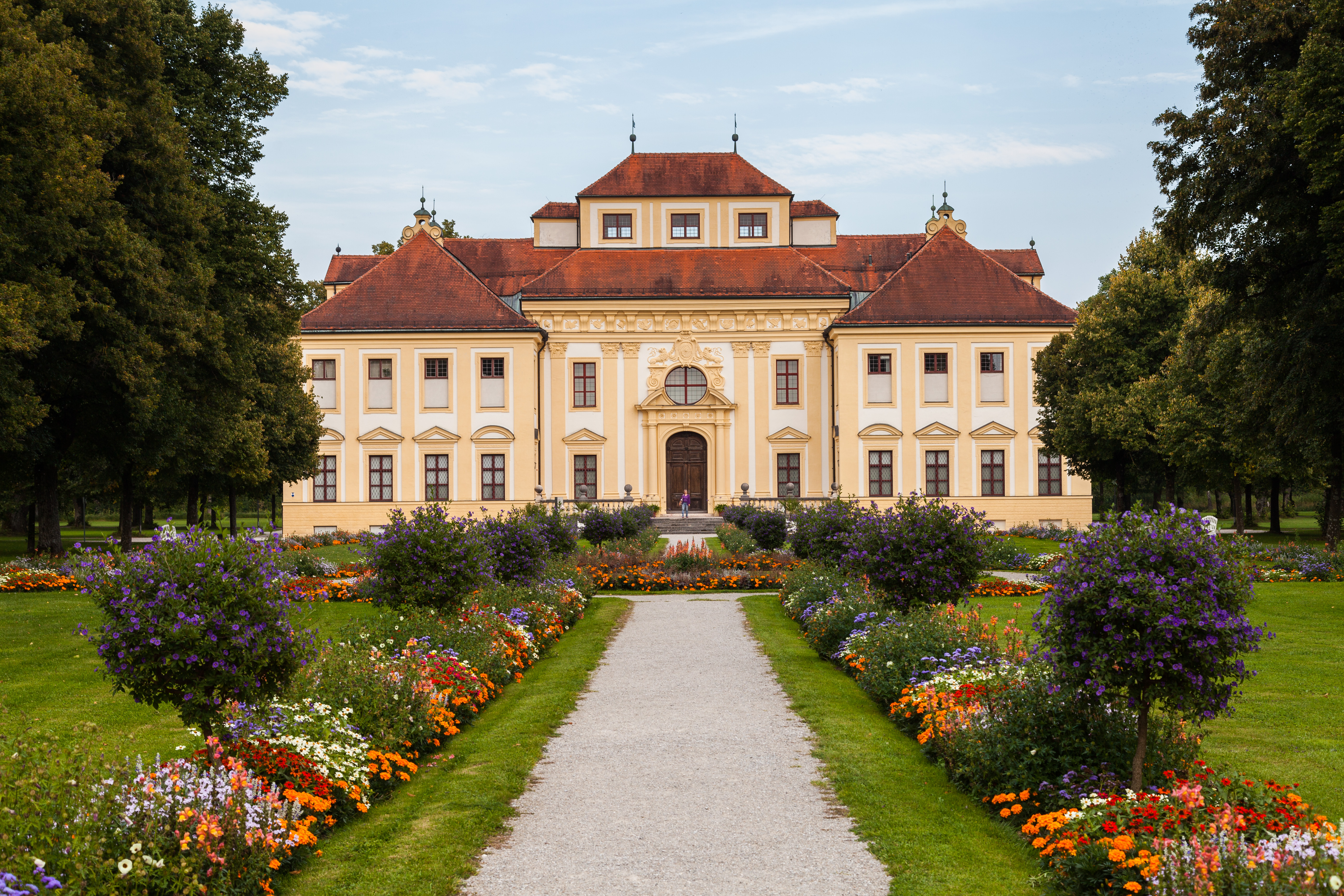
Le château Lustheim
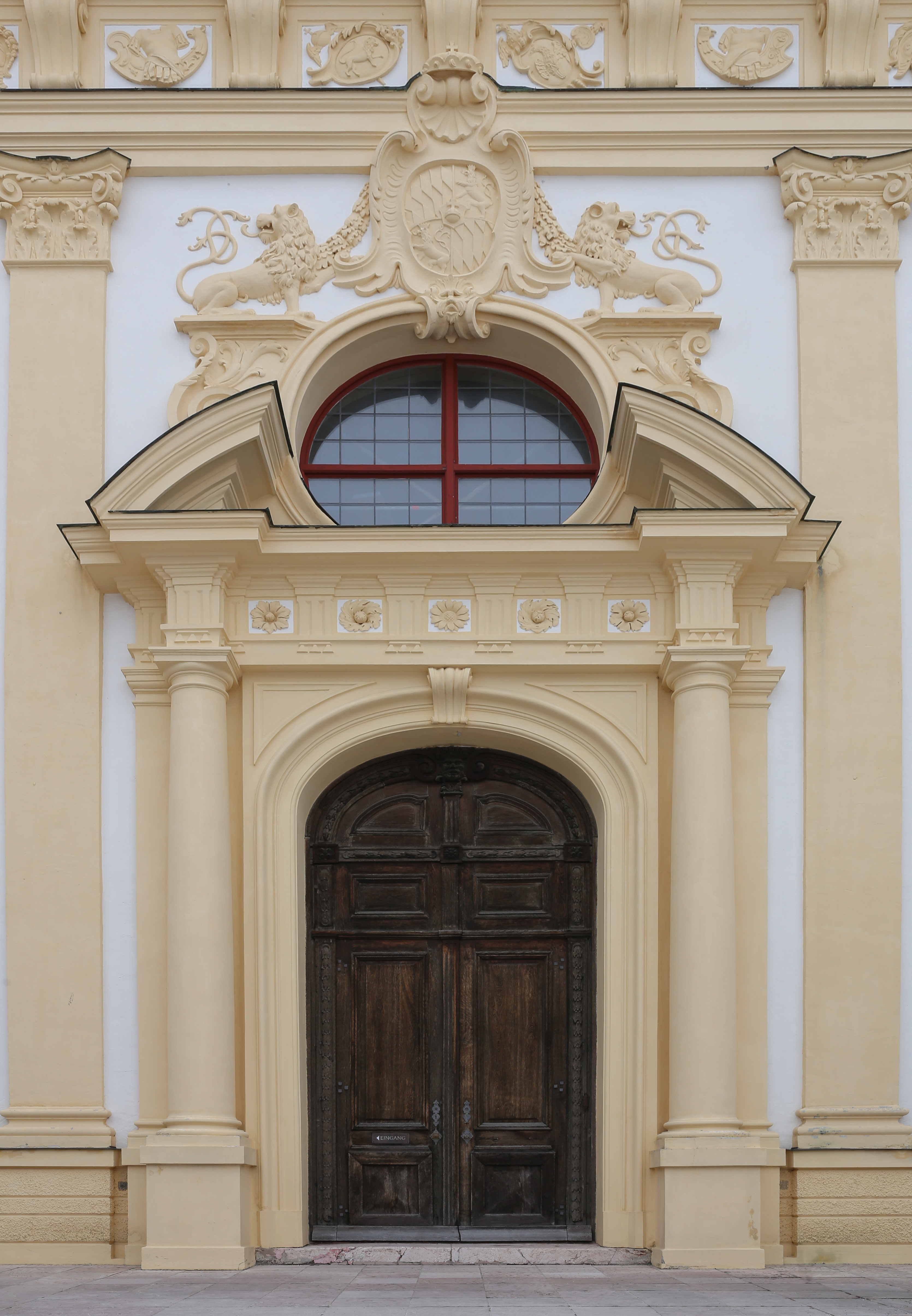
Détail du château Lustheim
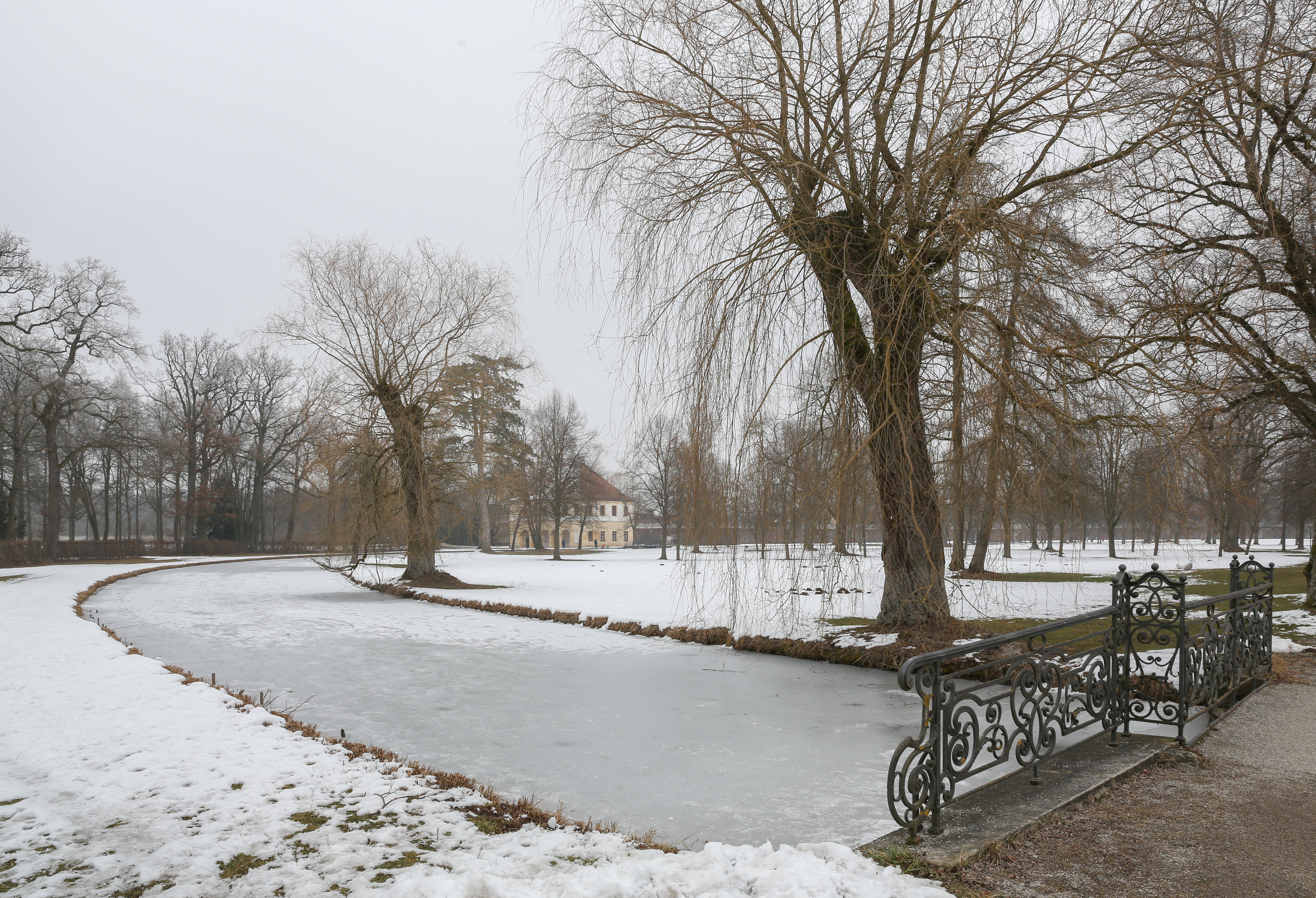
Parc du château
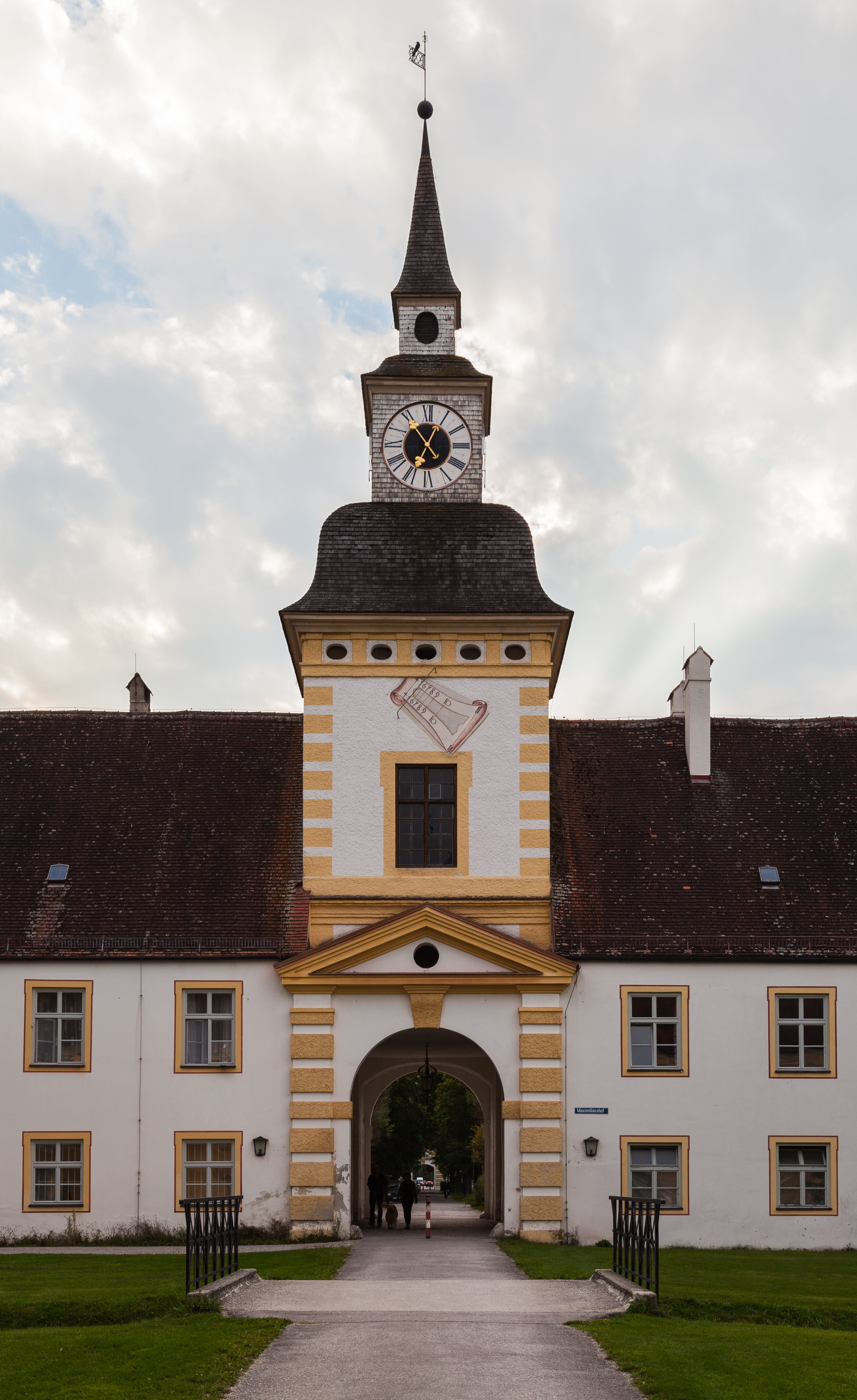
Le Vieux Château
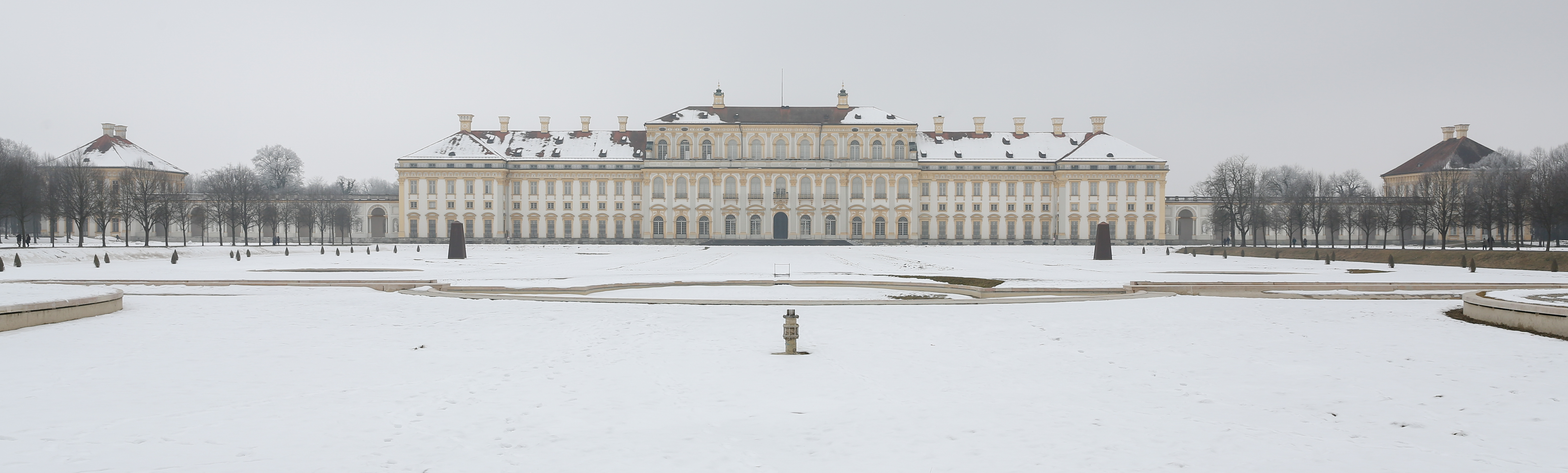
Château de Schleissheim en hiver
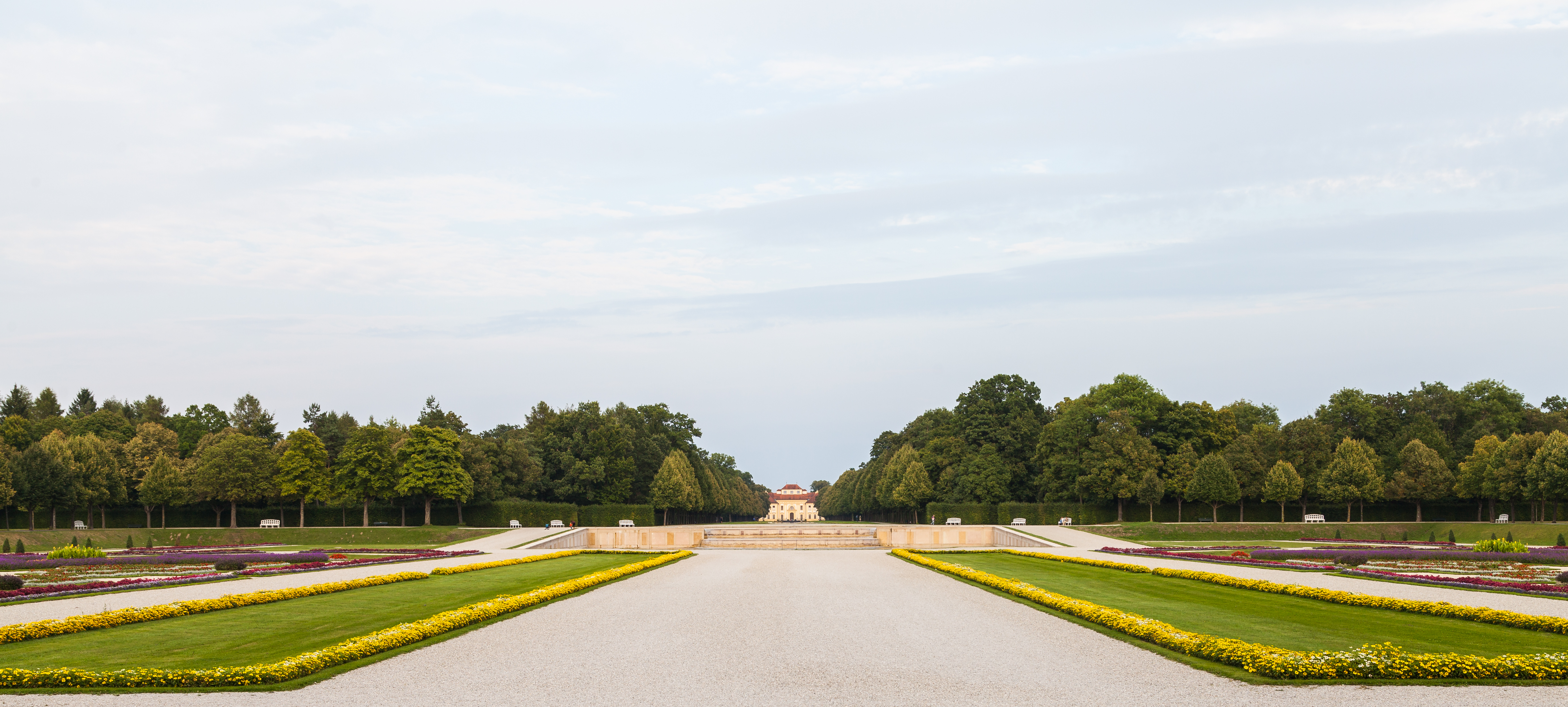
Jardin
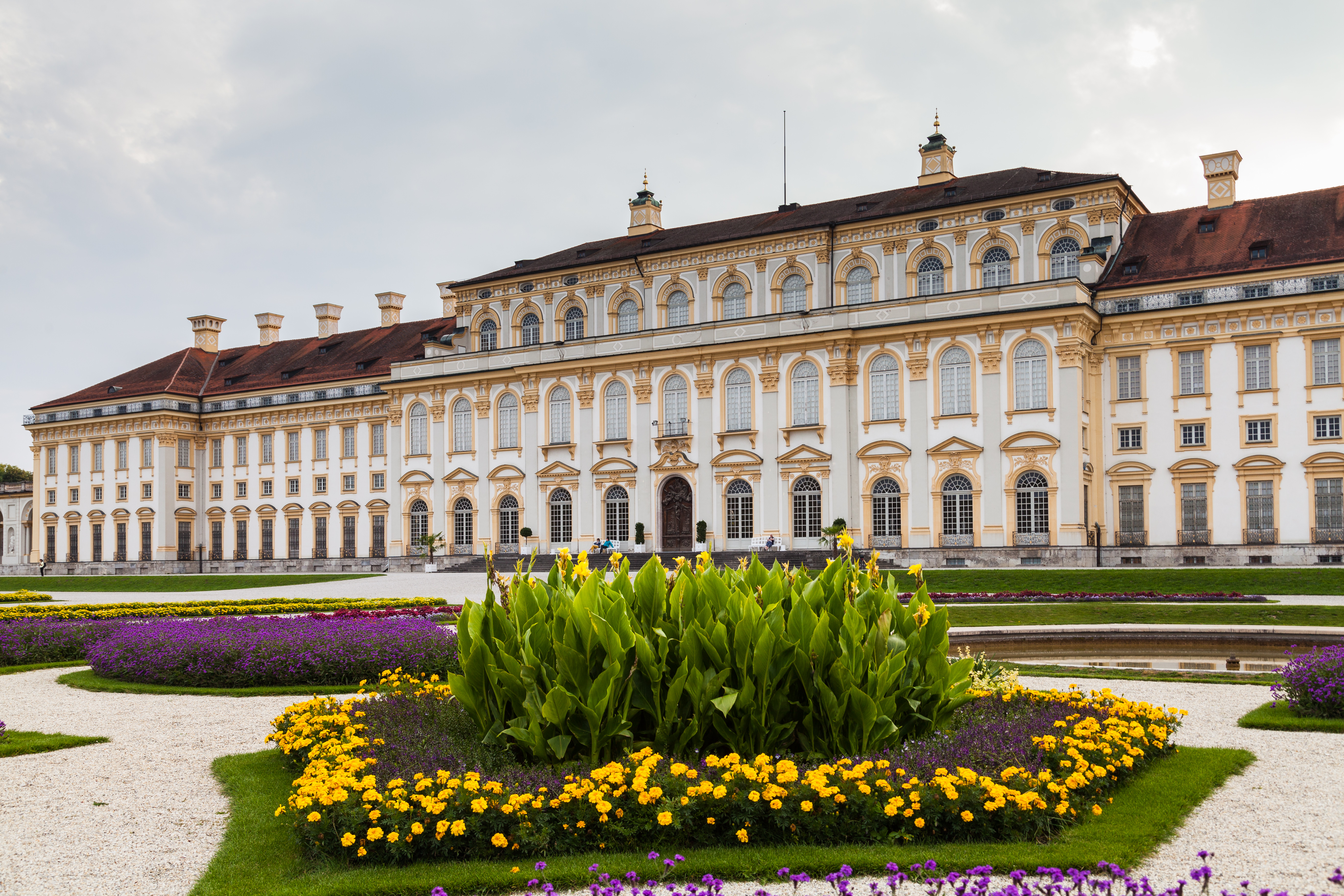
Façade du château